# Réhabilitation de la faune sauvage
 (juillet 2022).
Si vous disposez d'ouvrages ou d'articles de référence ou si vous connaissez des sites web de qualité traitant du thème abordé ici, merci de compléter l'article en donnant les références utiles à sa vérifiabilité et en les liant à la section « Notes et références ».

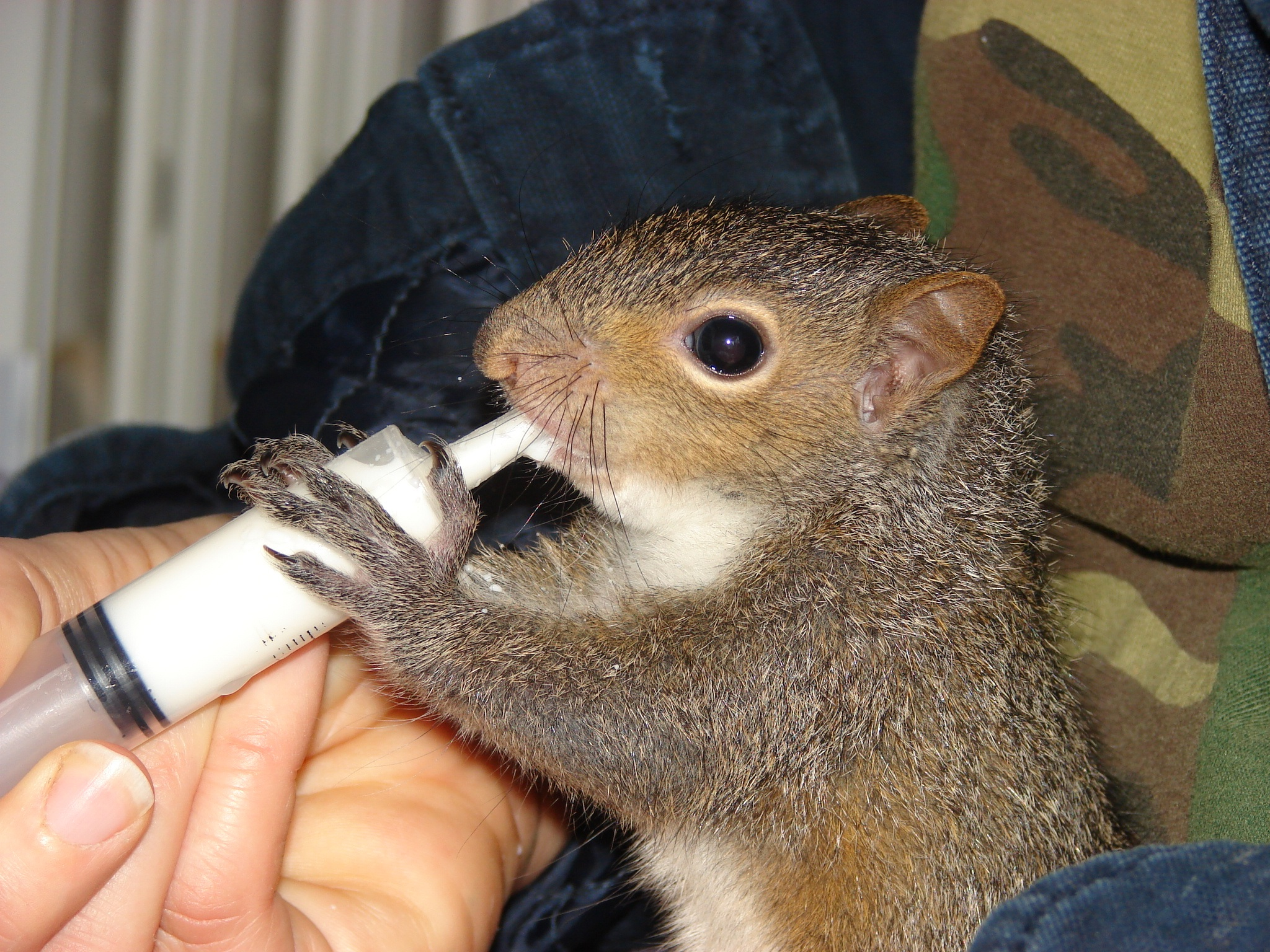
Un jeune écureuil gris nourri à l'aide d'une seringue.

La réhabilitation de la faune sauvage est l'ensemble des traitements et des soins donnés aux animaux sauvages blessés, malades ou orphelins afin qu'ils puissent être relâchés dans la nature. Cette réhabilitation a généralement lieu dans un centre de soins à la faune sauvage (CSFS), une structure agréée au sein de laquelle agissent des personnes aux compétences adéquates.

## Historique
Cette démarche à une origine ancienne, de nombreuses personnes ayant recueilli des animaux sauvages et les soignaient dans leur maison jusqu'à ce qu'ils puissent assurer leur retour à la nature. Des centres de réhabilitation de la faune sauvage sont apparus dans les années 1980 en Espagne, promus par l'action de groupes écologistes[réf. nécessaire].

## Traiter

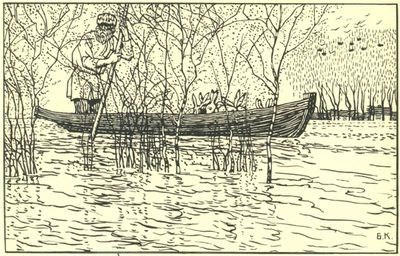
Le vieux chasseur Mazay, sauvant des lièvres échoués lors d'inondations liées à la fonte des neiges et dépeint dans un poème du XIXe siècle de Nikolay Nekrasov.

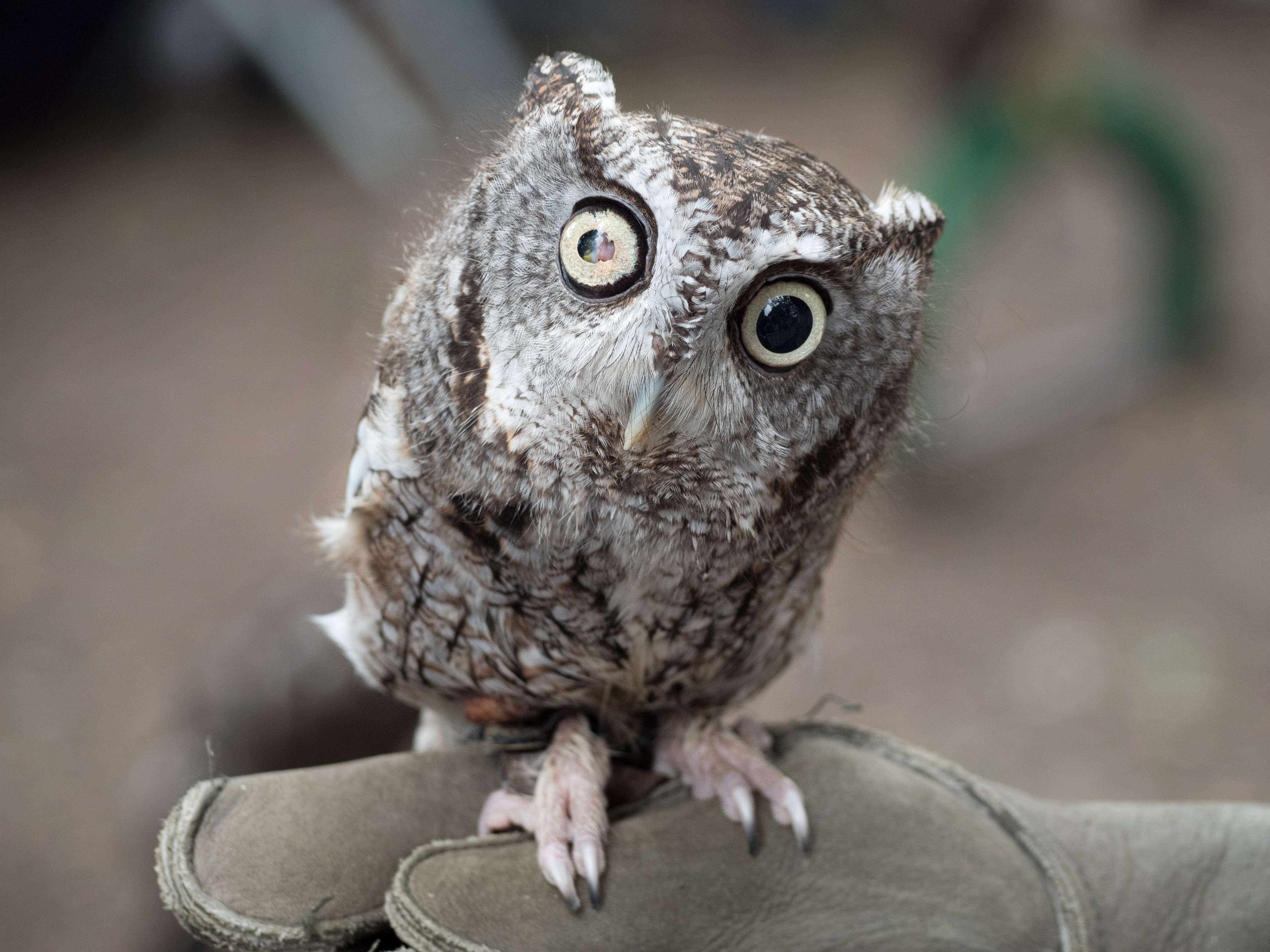
Petit-duc Maculé, secouru après une blessure à l'œil.

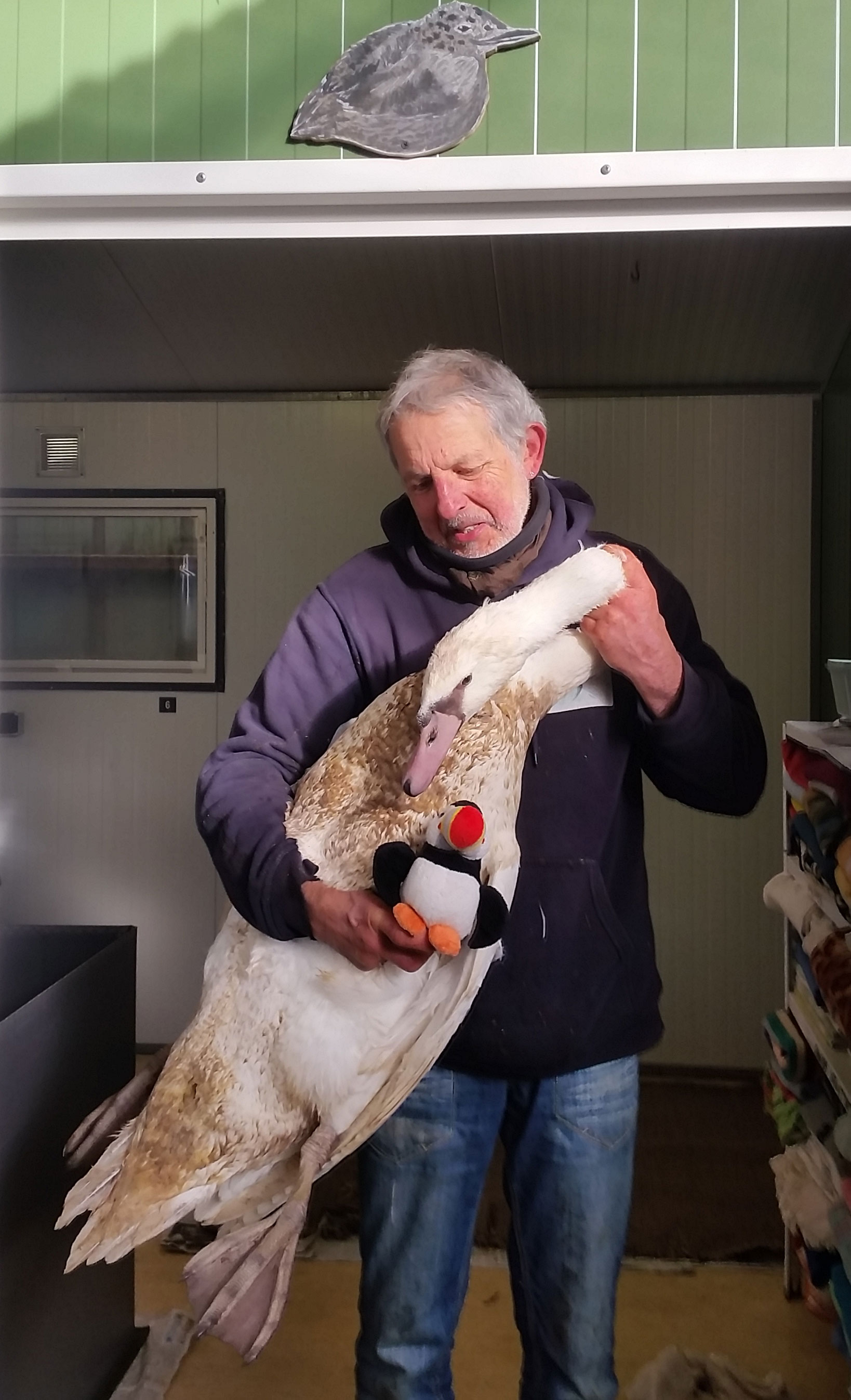
Didier Masci, cofondateur de Volée de piafs, le plus grand centre de soin de la faune sauvage de France, avec un cygne prêt à être remis en liberté, en décembre 2018,.

La réhabilitation commence lorsqu'un animal est trouvé en besoin dans la nature ou saisi lors d'une intervention de lutte contre le trafic d'animaux, et qu'il est apporté dans un centre de réhabilitation. Les causes d'accueil des animaux sont très variées : collisions avec les véhicules, blessures dues à la chasse, pollutions diverses, récupération des juvéniles, chocs contre les lignes électriques, agressions par les chats, chocs divers (vitres, infrastructures bâties…) …
Les personnes chargées de la réhabilitation examinent ensuite l'animal pour caractériser le problème et évaluer la probabilité d'une réhabilitation réussie. S'il apparaît que l'animal peut se rétablir suffisamment pour pouvoir retourner dans la nature, l'animal sera soigné, nourri et hébergé jusqu'à retrouver un état de santé ou d'autonomie satisfaisant pour un relâcher.
Les animaux qui ne peuvent pas être réhabilités sont généralement euthanasiés, bien que certains soient parfois placés dans des installations comme des parcs zoologiques ou des sanctuaires, pour leur permettre de continuer à vivre. Plus rarement, certains animaux qui ne peuvent être relâchés sont gardés dans un centre de réhabilitation afin d'être utilisés comme parent de substitution pour les jeunes animaux sauvages orphelins ou blessés.
Tous les centres ne sont pas équipés pour toutes les espèces. En fonction de leur capacité, ils peuvent accueillir : des rapaces (chouettes, buses, hiboux, vautour…), des échassiers (cigognes, hérons…), des oiseaux d'eau (canards, cygnes, limicoles…), autres oiseaux (mésanges, martins pêcheurs, pics…), des mammifères terrestres (hérissons, écureuils, chevreuils, lièvres, chauve-souris…), des mammifères marins (phoques…).
La prévention de l'imprégnation et de l'accoutumance aux humains est importante dans le processus de réhabilitation. L'imprégnation peut se produire lorsqu'un jeune animal commence à voir la personne chargée de sa réhabilitation comme son principal soignant. Il est possible d'inverser ce processus chez la plupart des animaux, mais pas toujours, notamment chez les oiseaux. C'est pourquoi des limites sont établies avec l'animal : port d'un masque et de gants pour éviter tout contact tactile ou visuel direct avec les humains.

## Arrière plan
Il existe une grande variété de structures assurant les soins à la faune sauvage. Plus ou moins grandes, ces structures sont fréquemment associatives, mais peuvent être subventionnées par des collectivités publiques ou collaborer avec des établissements universitaires vétérinaires.
De nombreux centres de réhabilitation sont également engagés dans une démarche d'éducation du public (communiqués contre le ramassage injustifié des juvéniles, autocollants pour éviter les chocs contre les vitres, astuces pour limiter les risques d'accidents sur la route…). Certains centres participent à des programmes nationaux agréés de renforcement de population par la reproduction en captivité.
Il arrive également régulièrement que les centres collaborent avec les autorités judiciaires dans le cadre de l'application de la législation relative à la protection des espèces.

## Cadres légaux
Dans de nombreux pays, la réhabilitation de la faune nécessite une autorisation des pouvoirs publics, qui peut prendre différentes formes. Cette autorisation peut concerner à la fois la structure avant qu'elle puisse ouvrir et fonctionner, aussi bien que la personne responsable du centre.
Un Centre de sauvegarde de la faune sauvage est, en France, une structure agréée qui accueille les animaux sauvages en détresse à des fins de soins en vue de les réinsérer dans le milieu naturel. Il s'agit d'une activité soumise à une réglementation stricte, confiée à des structures dédiées. Il existe une centaine de structures de ce type en France. Chacune des régions métropolitaines en compte au moins une.